# Po ostatnim spotkaniu
Po ostatnim spotkaniu (tyt. oryg. Pas takimit të fundit) – albański film fabularny z roku 1989 w reżyserii Fehmi Hoshafiego.

## Opis fabuły
Akcja filmu rozgrywa się w jednostce artylerii przeciwlotniczej. Intrygi jednego z oficerów porucznika Raufa sprawiają, że dowódca jednostki musi stanąć przed sądem wojskowym.
Film realizowano we Wlorze. W realizacji filmu wzięli udział żołnierze z garnizony Wlory.

## Obsada
- Arben Tartari jako Fatos
- Fatos Sela jako komisarz Gani
- Liza Hajati jako Liza
- Luftar Pajo jako porucznik Rauf
- Bruna Borova
- Shefqet Bregu
- Ali Dauti
- Anila Dervishi
- Pellumb Dervishi
- Ermira Gjata
- Taulant Godaj
- Vladimir Muzha
- Elton Hoshafi
- Zhaneta Papapavli
- Amarildo Prengapuca
- Anila Karaj
- Arben Subashi
- Pjerin Vlashi